# Autovía Ruta de la Plata

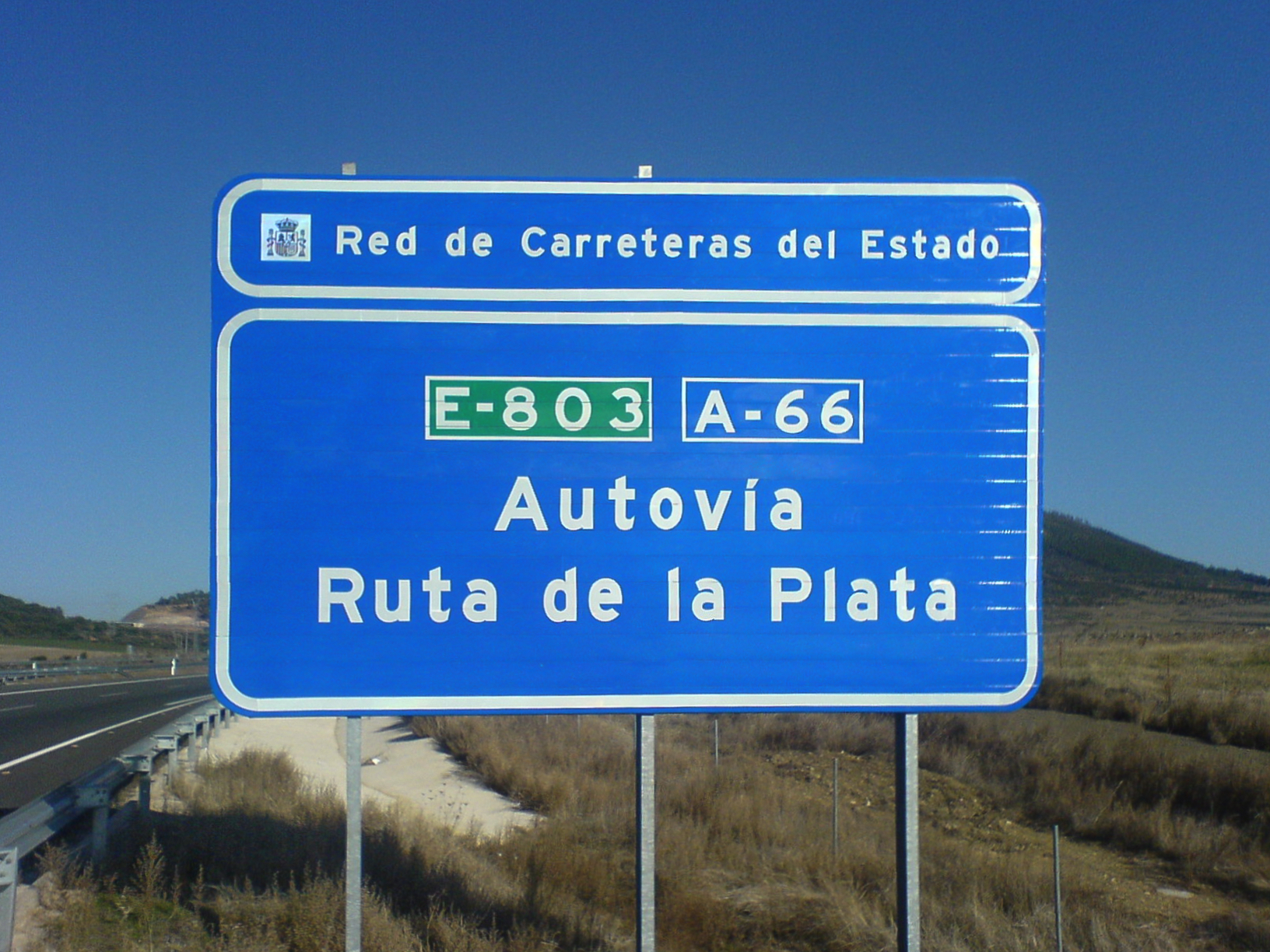

A Autovía Ruta de la Plata ou A-66 é uma autoestrada espanhola que liga Gijón a Sevilha. Ela deve seu nome à Via da Prata, a estrada  que os romanos construíram entre Mérida e Astorga, mas só partilha o nome dela, já que a primeira tinha uma rota mais curta. É a segunda estrada mais extensa da Espanha, a seguir à auto-estrada do Mediterrâneo.